# شبنم علیخانی
شبنم علیخانی (زاده ۳ مهر ۱۳۷۱ در اصفهان بازیکن تیم ملی والیبال زنان ایران است. وی سابقه بازی در تیم‌های بانک سرمایه و نامی نو اصفهان و همچنین قهرمانی در لیگ برتر ایران را نیز دارد. وی در پست پاسور بازی می‌کند.

## افتخارات ورزشی
لیگ برتر والیبال کشور:
- قهرمانی: لیگ ۱۳۹۴ (گاز تهران)، لیگ ۱۳۹۵ (بانک سرمایه)[۵][۶]
- سومی: لیگ ۱۳۹۷ (نامی نو اصفهان)[۷][۸][۹]